# Tratado de 815
O Tratado de 815 (em búlgaro: Договор от 815) foi um acordo de paz de 30 anos assinado em Constantinopla entre o cã Omortague e o imperador Leão V, o Armênio.

## Antecedentes e tratado

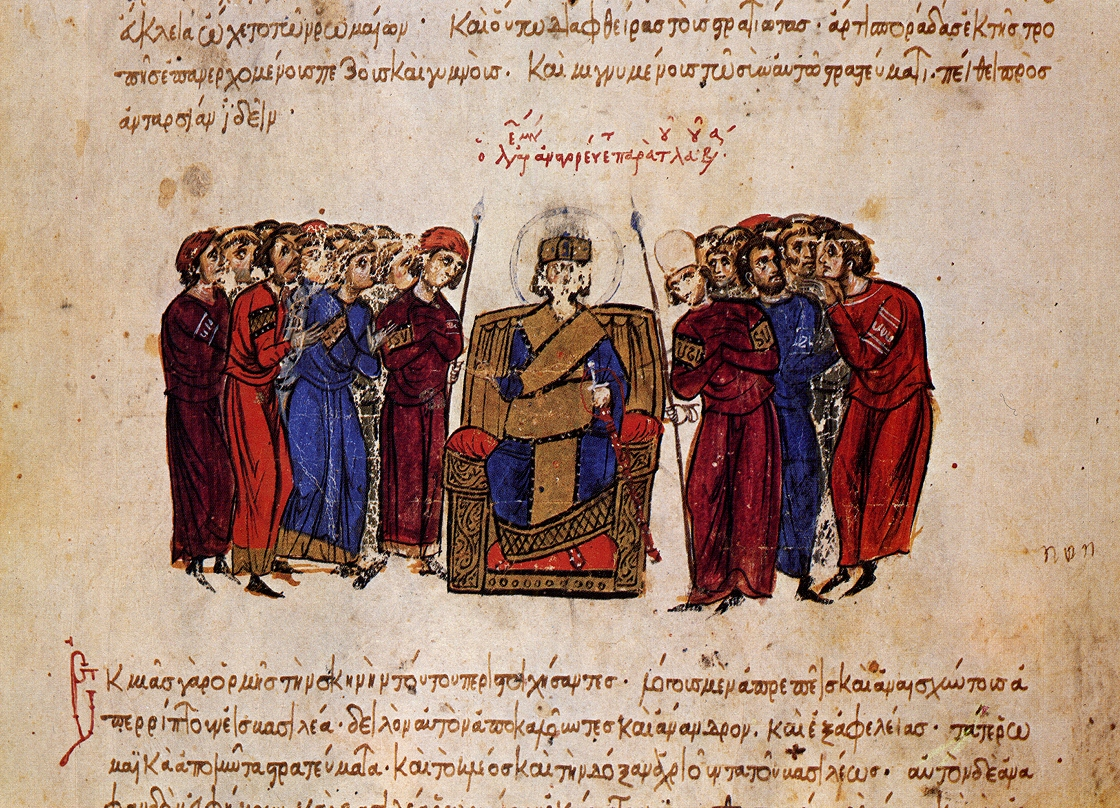
Leão sendo coroado imperador. Iluminura do Escilitzes de Madri

Com a sucessão do trono búlgaro por Crum em 803 começou a última e decisiva parte de uma prolongada sucessão de conflitos bizantino-búlgaros que começou em 756. Por um pouco mais de uma década até sua morte em 814, Crum alcançou significativos sucessos sobre o Império Bizantino, sitiando a importante cidade de Sérdica em 809 e derrotando decisivamente os exércitos bizantinos no passo de Varbitsa e em Versinícias. Seu filho e sucessor Omortague tentou continuar a política agressiva de Crum mas sua campanha em 814 foi parada pelos bizantinos. Como ambos os Estados estavam exaustos pelo esforço militar, as negociações de paz começaram.
No começo de 815 Omortague enviou emissários para Constantinopla para negociar a paz. A cerimônia de assinatura foi um evento solene e foi realizado na presença de numerosas pessoas. O acordo visava que o Império Bizantino devia prometer voto aos costumes pagãos búlgaros e os emissários de Omortague as leis cristãs. Os historiadores bizantinos estavam indignados pelas ações do imperador. Eles registram que o governante "mais cristão" teve que derramar água de um copo no chão, pessoalmente colocar selas em cavalos, tocar rédeas triplas e levantar grama alto acima do solo.[a] Outro historiador acrescentou que Leão até mesmo teve que dilacerar cães como testemunhas de seu voto.

## Termos

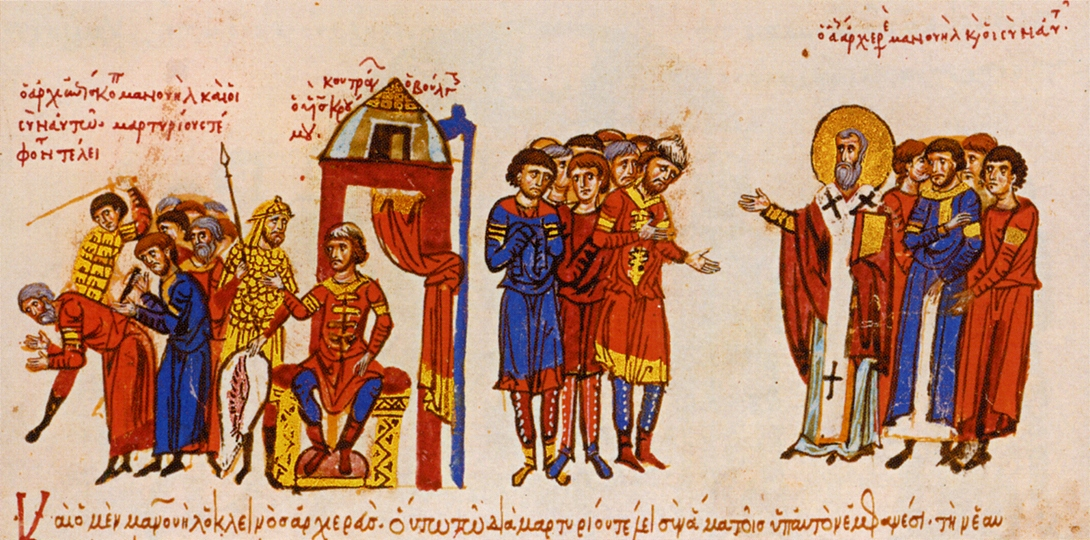
Cã Omortague assiste a execução do bispo Manuel. Iluminura do Escilitzes de Madri

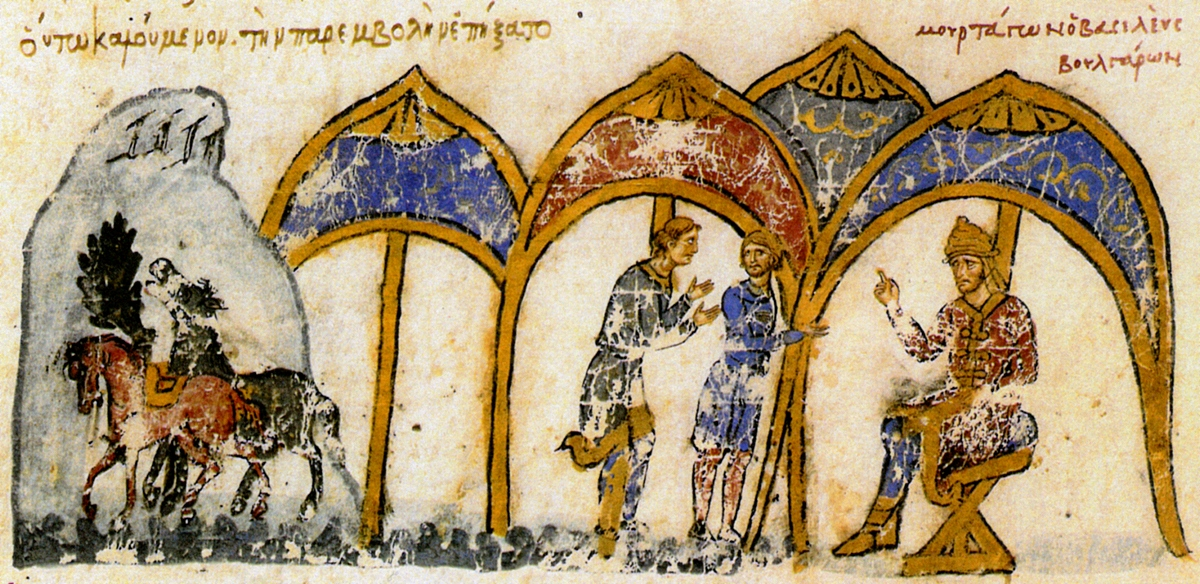
Omortague envia uma delegação à Constantinopla. Iluminura do Escilitzes de Madri

Registros bizantinos dos termos do tratado não foram preservadas, porém os primeiros dois artigos dos quatro originais sobreviveram na Inscrição Süleymanköy em língua grega:
- 1º Artigo, a determinação da fronteira entre Bulgária e o Império Bizantino. Começou em Develto na costa do mar Negro e passou ao longo da antiga trincheira de Erkesiya subindo o fluxo superior do rio Chobã Asmaque, um tributário do Tunjo. De lá, alcançou o rio Maritsa ao norte de Harmanli, próximo da antiga cidade de Constância e continuou a oeste até a moderna vila de Uzundijovo.[b] Após este ponto a fronteira continuou até uma montanha não identificada, mais talvez um dos cumes das montanhas Ródope orientais. De acordo com a inscrição Süleymanköy, a fronteira foi ratificada na montanha. A explicação dos historiadores é que a região de Filipópolis (Plovdiv) foi transferida para a Bulgária após alguns anos enquanto os bastiões bizantinos gradualmente retiraram-se da área; até este tempo o limite seguiu a antiga fronteira para Sredna Gora.[6] Os búlgaros mantiveram algumas fortalezas em torno de Adrianópolis como uma garantia da cessão de Filípolis, que foram retomadas pelos Império Bizantino após o cã Malamir (r. 831–836) tomar posse da cidade.[7] Com o artigo a expansão das fronteiras búlgaras ao sul foi oficialmente reconhecida,[4] embora os búlgaros tivessem retornado algumas das cidades ocupadas, notadamente Adrianópolis.

- 2º Artigo, sobre a troca de prisioneiros de guerra entre eles. Os búlgaros concordaram em liberar os bizantinos capturados durante a desastrosa campanha de Nicéforo I, o Logóteta (r. 802–811) em 811, bem como a população capturada durante os últimos ataques de Crum. Os bizantinos tinha que liberar os eslavos que tinha sido capturados por Leão V, bem como aqueles que habitavam as regiões da fronteira do Império Bizantino entre o maciço do Istranca e a cordilheira do Ródope, mesmo que alguns deles nunca estiveram sujeitos aos cãs. O artigo continuou com detalhes dos processos de troca. Notadamente, os bizantinos tiveram que concordar com a troca de homem por homem, mas também dar duas cabeças de gado por soldado liberto, de modo a garantir a troca segura. Dessa forma os búlgaros asseguraram a redução das guarnições da fronteira bizantina.[8]

## Rescaldo

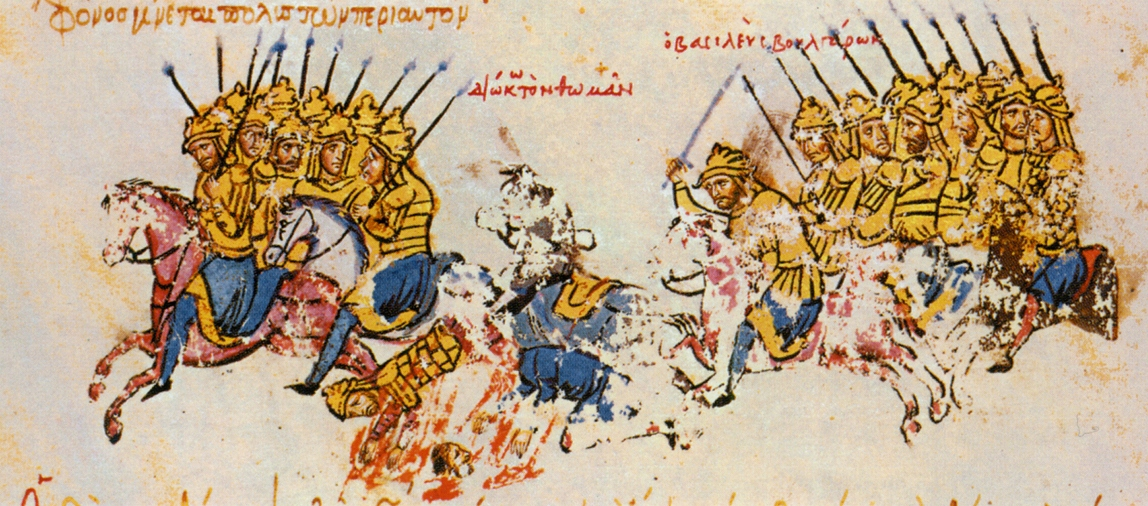
Ataque búlgaro sob Omortague às tropas de Tomás. Iluminura do Escilitzes de Madri

Embora o tratado foi favorável à Bulgária, era um pausa bem-vinda para os bizantinos, que tinham reagrupado suas forças após sucessivas derrotas, e que enfrentaram outro turno de tumulto interno devido ao ressurgimento da iconoclastia. A Bulgária por outro lado também enfrentou problemas religiosos, como o surgimento de numerosos cristãos perturbando Omortague: o cã começou perseguições anti-cristãs, nas quais seu filho mais velho Enravota também foi vitima. Os búlgaros também tinham restaurado sua economia após os conflitos sangrentos da primeira década do século, enquanto sua capital Plisca ainda estava em ruínas.
O tratado de paz foi reafirmado em 820 quando o imperador Miguel II, o Amoriano assumiu o trono bizantino. Omortague e Miguel II adicionalmente concordaram em providenciar ajuda um ao outro em caso de perigo. Fiel à sua palavra, em 823 Omortague libertou Constantinopla do cerco do rebelde Tomás, o Eslavo; devido a escassez de fontes não há consenso se os búlgaros venceram ou não o exército rebelde.